# Amphimedon erina
Amphimedon erina är en svampdjursart som först beskrevs av de Laubenfels 1936.  Amphimedon erina ingår i släktet Amphimedon och familjen Niphatidae.
Artens utbredningsområde är Florida. Inga underarter finns listade i Catalogue of Life.